# 만달로리안 (드라마)
《만달로리안》(영어: The Mandalorian)은 디즈니+에서 2019년 11월부터 방영된 미국의 스페이스 오페라 드라마이다. 조지 루카스의 《스타워즈》 세계관을 바탕으로 한 작품이며, 시간적 배경은 영화 《제다이의 귀환》으로부터 5년 후 영화 《스타워즈: 깨어난 포스》으로부터 25년 전이다.
디즈니+ 서비스 공식 런칭일인 2019년 11월 12일에 최초로 공개되는 디즈니+ 오리지널 프로그램들 중 하나이다. 시즌 2 프리미어가 2020년 10월에 공개되었다.

## 출연진

### 주연
- 페드로 파스칼 - 만달로리안
- 칼 웨더스 - 그리프 카르가
- 베르너 헤어초크 - 클라이언트
- 오미드 압타히 - 닥터 퍼싱
- 닉 놀티 - 쿠일 (목소리 출연)
- 타이카 와이티티 - IG-11 (목소리 출연)
- 지나 카라노 - 카라 듄
- 잔카를로 에스포시토 - 모프 기디언
- 에밀리 스월로 - 아머러
- 에이미 서데리스 - 펠리 모토
- 테무에라 모리슨 - 보바 펫
- 미스티 로사스 - 개구리 여자
- 밍나 원 - 페넥 샨드

### 조연
- 제이크 캐너베일 - 토로 칼리칸
- 마크 분 주니어 - 란자 말크
- 빌 버 - 믹스 메이펠드
- 나탈리아 테나 - 시안
- 클랜시 브라운 - 버그
- 리처드 아이오아디 - 09-0 (목소리 출연)
- 이스마엘 크루스 코르도바 - 킨
- 존 레귀자모 - 고르 코레시 (목소리 출연)
- 티머시 올리펀트 - 코브 밴스
- 메르세데스 바르나도 - 코스카 리브스
- 케이티 새코프 - 보카탄 크리즈
- 사이먼 카시아니데스 - 액스 워브스
- 타이터스 웰리버 - 제국 캡틴
- 호라티오 산즈 - 미스톨 게스트
- 마이클 빈 - 랭
- 로사리오 도슨 - 아소카 타노
- 다이애나 리 이노산토 - 모건 엘즈베스

### 단역
- 존 패브로 - 파즈 비즐라 (목소리 출연)
- 줄리아 존스 - 오메라
- 아일라 패리스 - 윈타
- 아시프 알리 - 카벤
- 유진 코르데로 - 스토크
- 리오 핵퍼드 - 라이엇 마
- 맷 랜터 - 다반
- 데이브 필로니 - 트래퍼 울프
- 릭 파무이와 - 집 도저
- 데버라 차우 - 새시 케터
- 폴 선형 리 - 카슨 테바
- 윙 타오 차오 - 윙 주지사
- 리처드 브레이크 - 밸린 헤스

## 에피소드 목록

### 시즌 1
| 회차 | 제목                         | 감독                   | 각본                           | 방송날짜         |
| ---- | ---------------------------- | ---------------------- | ------------------------------ | ---------------- |
| 1    | "Chapter 1: The Mandalorian" | 데이브 필로니          | 존 패브로                      | 2019년 11월 12일 |
| 2    | "Chapter 2: The Child"       | 릭 파무이와            | 존 패브로                      | 2019년 11월 15일 |
| 3    | "Chapter 3: The Sin"         | 데버라 차우            | 존 패브로                      | 2019년 11월 22일 |
| 4    | "Chapter 4: Sanctuary"       | 브라이스 댈러스 하워드 | 존 패브로                      | 2019년 11월 29일 |
| 5    | "Chapter 5: The Gunslinger"  | 데이브 필로니          | 크리스토퍼 요스트, 릭 파무이와 | 2019년 12월 6일  |
| 6    | "Chapter 6: The Prisoner"    | 릭 파무이와            | 존 패브로                      | 2019년 12월 13일 |
| 7    | "Chapter 7: The Reckoning"   | 데버라 차우            | 존 패브로                      | 2019년 12월 18일 |
| 8    | "Chapter 8: Redemption"      | 타이카 와이티티        | 존 패브로                      | 2019년 12월 27일 |

### 시즌 2
| 회차 | 제목                        | 감독                   | 각본          | 방송날짜         |
| ---- | --------------------------- | ---------------------- | ------------- | ---------------- |
| 1    | "Chapter 9: The Marshal"    | 존 패브로              | 존 패브로     | 2020년 10월 30일 |
| 2    | "Chapter 10: The Passenger" | 페이턴 리드            | 존 패브로     | 2020년 11월 6일  |
| 3    | "Chapter 11: The Heiress"   | 브라이스 댈러스 하워드 | 존 패브로     | 2020년 11월 13일 |
| 4    | "Chapter 12: The Siege"     | 칼 웨더스              | 존 패브로     | 2020년 11월 20일 |
| 5    | "Chapter 13: The Jedi"      | 데이브 필로니          | 데이브 필로니 | 2020년 11월 27일 |
| 6    | "Chapter 14: The Tragedy"   | 로버트 로드리게즈      | 존 패브로     | 2020년 12월 4일  |
| 7    | "Chapter 15: The Believer"  | 릭 파무이와            | 릭 파무이와   | 2020년 12월 11일 |
| 8    | "미정" "TBA"                | 알 수 없음             | 존 패브로     | 2020년 12월 18일 |